# Japhet Korir
Pour les articles homonymes, voir Japhet (homonymie).
Japhet Kipyegon Korir (né le 30 juin 1993) est un athlète kényan, spécialiste du cross-country.

## Biographie
En mars 2013, à Bydgoszcz, Japhet Korir remporte le titre individuel senior des Championnats du monde de cross en bouclant les 12 kilomètres du parcours en 32 min 45 s. Il devance le tenant du titre éthiopien Imane Merga et l'Érythréen Teklemariam Medhin. 

### Palmarès
| Date | Compétition                     | Lieu      | Résultat | Épreuve           |
| ---- | ------------------------------- | --------- | -------- | ----------------- |
| 2009 | Championnats du monde de cross  | Amman     | 5e       | Individuel junior |
| 2010 | Championnats du monde de cross  | Bydgoszcz | 3e       | Individuel junior |
| 2011 | Championnats d'Afrique de cross | Le Cap    | 1er      | Individuel junior |
| 2012 | Championnats d'Afrique de cross | Le Cap    | 2e       | Individuel junior |
| 2013 | Championnats du monde de cross  | Bydgoszcz | 1er      | Individuel senior |